# Martha Heredia
Pour les articles homonymes, voir Heredia.
Martha Roseli Heredia Rivas (née en 1991) est une chanteuse américaine.

## Biographie
Elle est d'origine dominicaine, elle est née à Santiago de los Caballeros en République dominicaine le 1er février 1991. Elle est la fille de Felipe Heredia et Maritza Rivas. Elle déménage aux États-Unis à l'âge de 15 ans. 
À 18 ans, elle gagne le 'Latin American Idol' en 2009, à San José au Costa Rica.
En 2010, à Saint-Domingue, elle a un accident de voiture, dans l'accident un jeune homme de 16 ans, un haïtien, meurt.
Le 22 février 2013, elle est arrêtée à l'aéroport de New York, 4 kilos d'héroïne étaient cachés dans ses chaussures. Le 12 août 2014, elle plaide coupable et écope de 7 ans de prison et d'une amende de 2300 dollars,.